# 砧村
砧村（きぬたむら）は、神奈川県、次いで東京府北多摩郡にかつて存在した村である。現在の東京都世田谷区の西部に位置していた。現在の砧地域南部にあたる。

## 地理
- 河川：多摩川、野川、仙川、入間川、六郷用水（一部は現在の丸子川）、谷戸川
  - 多摩川、谷戸川以外は、いずれも第二次世界大戦後に改修され、流路等が変更される以前のもの。

## 沿革
- 1889年（明治22年）4月1日 - 町村制施行に伴い、喜多見村、大蔵村、宇奈根村、岡本村、鎌田村が合併し、神奈川県北多摩郡砧村が成立。
- 1893年（明治26年）4月1日 - 東京府へ移管。
- 1912年（明治45年） - 神奈川県橘樹郡高津村（現川崎市高津区）との間の境界が多摩川上になるよう変更。これに伴い多摩川南岸に当たる大字宇奈根の一部および大字大蔵の一部は高津村に編入される。高津村からは多摩川北岸に当たる大字久地の一部および大字諏訪河原の飛地が砧村に編入され、それぞれ大字久地、大字諏訪となる。
- 1936年（昭和11年）10月1日 - 東京市に編入。世田谷区の一部となる。

## 人口

### 国勢調査人口
- 1920年（大正9年）: 3,680人[1][3]
- 1925年（大正14年）: 4,541人[1][3]
- 1930年（昭和5年）: 7,964人[1][3]
- 1935年（昭和10年）: 9,866人[1]

## 地域

### 教育
- 成城高等学校
- 成城高等女学校
- 成城小学校
- 砧尋常高等小学校
- 砧農業公民学校
- 砧青年訓練所

## 交通

### 鉄道路線
- 小田原急行鉄道（現小田急電鉄）
  - 小田原線：祖師ヶ谷大蔵駅 - 成城学園前駅 - 喜多見駅
- 玉川電気鉄道（現東京急行電鉄）
  - 砧線：吉沢駅 - 伊勢宮河原駅 - 大蔵駅 - 砧駅（のち砧本村駅）

## 地名

### 大字
東京市編入直前の大字を以下に列挙する。
大字名は東京市監査局都市計画課編纂・発行、『東京市域拡張史 千歳村・砧村編入』、1937年5月6日、245頁による。東京市編入に当たり、「砧村大字××」は「東京市世田谷区××町」に変更された。後の住居表示実施により、当時の大字界と2010年現在の町界とは一致しなくなっているが、カッコ内に現在のおおよその町名を示す。
- 喜多見（現喜多見）
- 喜多見成城〈大字喜多見より分離〉（最北部を除く成城）
- 宇奈根（現宇奈根）
- 大蔵（現大蔵、砧、鎌田）
- 岡本（現岡本および砧公園の大部分）
- 鎌田（当時の大字大蔵の中に点在し、現砧、大蔵、鎌田、玉川、砧公園の各一部）
- 久地〈1912年に神奈川県橘樹郡高津村大字久地の一部より編入〉（現鎌田一・二丁目の一部）
- 諏訪河原〈1912年に神奈川県橘樹郡高津村大字諏訪河原の一部より編入〉（現鎌田一丁目の一部）

## 出身・ゆかりのある人物
- 利光鶴松（衆議院議員、小田原急行鉄道、鬼怒川水力電気各社長）[4] - 砧村喜多見に居住した[4]。
- 広部清一郎（広部鉱業社長、玉川農園経営主） - 砧村鎌田に居住した。